# Круча-де-Сус
Круча-де-Сус (рум. Crucea de Sus) — село у повіті Вранча в Румунії. Адміністративно підпорядковане місту Панчу.
Село розташоване на відстані 181 км на північний схід від Бухареста, 25 км на північ від Фокшан, 143 км на південь від Ясс, 91 км на північний захід від Галаца, 117 км на схід від Брашова.

## Населення
За даними перепису населення 2002 року у селі проживали 846 осіб, з них 845 осіб (99,9%) румунів. Рідною мовою 845 осіб (99,9%) назвали румунську.